# 劉靖 (1998年)
劉靖（1998年4月24日—），女，中国足球运动员，司职中场，现效力于长春大众卓越女足。

## 生平
2021年，刘靖入选2020年夏季奥林匹克运动会中国代表团足球项目运动员名单。